# 漫威青少年系列電視劇
漫威青少年系列電視劇（英語：Marvel's young adult television series）是基於漫威漫畫出版物中的角色製作的超級英雄青少年系列電視劇，由漫威電視和ABC工作室共同開發製作，2017年至2019年於串流媒體平台Hulu和Freeform電視台播出。本系列電視劇屬於漫威電影宇宙，與其中的系列電影和其他電視劇處於共同的架空世界。
2016年4月，有線電視網Freeform預訂電視劇《斗篷與匕首》，奧利維亞·霍爾特和奧伯利·喬瑟夫領銜出演標題角色，於2018年6月首播。隨後，Hulu預訂電視劇《離家童盟》，於2017年11月首播。2019年8月，漫威電視宣佈兩部電視劇將產生劇情聯動，奧利維亞·霍爾特和奧伯利·喬瑟夫出演《離家童盟》第三季。此外，Freeform預訂的電視劇《新勇士》未能播出。
2019年11月，Freeform和Hulu各自宣佈取消《斗篷與匕首》和《離家童盟》。12月，漫威調整製作架構，漫威電視併入漫威影業，隨後漫威停止開發青少年系列電視劇。

## 開發
漫威電視總裁傑夫·洛布在2011年聖地牙哥國際漫畫展上表示，漫威將根據漫威漫畫角色斗篷與匕首製作同名電視劇。2016年4月，有線電視網Freeform預訂電視劇《斗篷與匕首》。8月，漫威電視宣佈Hulu預訂電視劇《離家童盟》。並且在開發半小時喜劇《新勇士》。2017年4月，Freeform預訂《新勇士》。7月，傑夫·洛布確認該系列電視劇屬於漫威電影宇宙。
2017年11月，Freeform放棄播出《新勇士》，將其交還給漫威。漫威沒能為這部電視劇找到合適的播出平台。2018年8月，《斗篷與匕首》的節目統籌喬·波卡斯基表示可能與《離家童盟》產生劇情聯動。Hulu與Freeform之間達成營銷合作協議，兩部電視劇均可在雙方平台觀看。2019年8月，漫威正式宣佈奧利維亞·霍爾特和奧伯利·喬瑟夫飾演的「匕首」坦迪·鮑恩和「斗篷」泰隆·強森將出現於《離家童盟》第三季。傑夫·洛布希望這次聯動只是一個開始，以後會有更多的互動。但是在2019年11月，Freeform和Hulu各自宣佈取消《斗篷與匕首》和《離家童盟》。12月，漫威調整製作架構，漫威電視併入漫威影業，隨後漫威停止開發青少年系列電視劇。

## 電視劇
| 劇集           | 季數 | 集数 | 集数 | 上線日期       | 上線日期       | 上線日期 | 節目統籌                     |
| 劇集           | 季數 | 集数 | 集数 | 首映           | 季终           | 电视网   | 節目統籌                     |
| -------------- | ---- | ---- | ---- | -------------- | -------------- | -------- | ---------------------------- |
| 《離家童盟》   | 1    | 10   | 10   | 2017年11月21日 | 2018年1月9日   | Hulu     | 喬什·施瓦茲和斯蒂芬妮·薩維治 |
| 《離家童盟》   | 2    | 13   | 13   | 2018年12月21日 | 2018年12月21日 | Hulu     | 喬什·施瓦茲和斯蒂芬妮·薩維治 |
| 《離家童盟》   | 3    | 10   | 10   | 2019年12月13日 | 2019年12月13日 | Hulu     | 喬什·施瓦茲和斯蒂芬妮·薩維治 |
| 《斗篷與匕首》 | 1    | 10   | 10   | 2018年6月7日   | 2018年8月2日   | Freeform | 喬·波卡斯基                  |
| 《斗篷與匕首》 | 2    | 10   | 10   | 2019年4月4日   | 2019年5月30日  | Freeform | 喬·波卡斯基                  |

### 《離家童盟》
2016年8月，漫威宣布與Hulu平台合作將改編推出《離家童盟》，故事講述一群有著不同超能力的青少年，發現各自的父母都是同一個邪惡組織的成員，他們拒絕走上父母的道路於是決定組成團隊離家出走。該劇將由喬什·施瓦茲和斯蒂芬妮·薩維治共同製作。

### 《斗篷與匕首》
2016年4月，ABC旗下Freeform将改编《斗篷與匕首》，称这是“漫威电影宇宙的第一次尝试”，并描述该剧是一个“超级英雄的爱情故事，故事內容是两个来自不同背景的青少年「斗篷」泰隆·強森和「匕首」坦迪·鮑恩，在他们形成浪漫关系时获得超能力。他们很快意识到，当他们在一起时他们的超能力能更好，但他们对对方的感情会使已经纷繁复杂的世界更具挑战性。”第一季将在2017年播放，但後來延至2018年，2017年4月20日釋出前導預告預計2018年播出。

## 演員及角色
| 角色              | 《離家童盟》      | 《斗篷與匕首》  |
| ----------------- | ----------------- | --------------- |
| 梅麗莎·鮑恩       |                   | 安德莉亞·羅斯   |
| 坦迪·鮑恩 匕首    | 奧利維亞·霍爾特客 | 奧利維亞·霍爾特 |
| 詹姆斯·康納斯     |                   | J·D·埃弗莫爾    |
| 弗蘭克·迪恩       | 基普·帕杜         |                 |
| 卡羅琳娜·迪恩     | 維吉尼亞·加德納   |                 |
| 萊斯利·迪恩       | 安妮·沃辛         |                 |
| 弗朗西斯·德爾加多 |                   | 賈麥·齊瓦洛斯   |
| 茉莉·海耶斯       | 阿萊格拉·阿科斯塔 |                 |
| 阿迪娜·強森       |                   | 葛羅莉·魯本     |
| 奧蒂斯·強森       |                   | 邁爾斯·穆森登   |
| 泰隆·強森 斗篷    | 奧伯利·喬瑟夫客   | 奧伯利·喬瑟夫   |
| 約拿              | 朱利安·麥克馬洪   |                 |
| 尼科·米諾魯       | 麗瑞卡·岡野       |                 |
| 羅伯特·米諾魯     | 詹姆斯·八重樫     |                 |
| 蒂娜·米諾魯       | 布列塔尼·石橋     |                 |
| 布里吉德·奧賴利   |                   | 艾瑪·拉哈娜     |
| 蔡斯·斯坦         | 格雷格·索金       |                 |
| 珍妮特·斯坦       | 埃弗·卡羅汀       |                 |
| 維克多·斯坦       | 詹姆斯·馬斯特斯   |                 |
| 利亞姆·沃爾什     |                   | 卡爾·倫斯泰特   |
| 艾利克斯·懷德     | 蘭斯·菲利斯       |                 |
| 凱瑟琳·懷德       | 安琪·帕克         |                 |
| 傑佛瑞·懷德       | 瑞安·桑茲         |                 |
| 戴爾·約克         | 凱文·韋斯曼       |                 |
| 格特·約克         | 阿里拉·巴爾       |                 |
| 史黛西·約克       | 布麗姬・布蘭納    |                 |

## 迴響

### 收視
| 電視劇         | 季數 | 季數 | 播出日期     | 播出日期          | 播出日期      | 播出日期          | 尼爾森收視       | 尼爾森收視           |
| 電視劇         | 季數 | 季數 | 首播         | 首播收視 （百万） | 季終          | 季終收視 （百万） | DVR收視 （百万） | 18–49歲收視 （百万） |
| -------------- | ---- | ---- | ------------ | ----------------- | ------------- | ----------------- | ---------------- | -------------------- |
| 《斗篷與匕首》 |      | 1    | 2018年6月7日 | 0.92              | 2018年8月2日  | 0.42              | 0.57             | 0.20                 |
| 《斗篷與匕首》 |      | 2    | 2019年4月4日 | 0.48              | 2019年5月30日 | 0.35              | 0.36             | 0.12                 |

### 評價
| 影集           | 季數 | 季數 | 爛番茄          | Metacritic     |
| -------------- | ---- | ---- | --------------- | -------------- |
| 《離家童盟》   |      | 1    | 86%（81篇評論） | 68（26篇評論） |
| 《離家童盟》   |      | 2    | 86%（22篇評論） | 不適用         |
| 《離家童盟》   |      | 3    | 91%（11篇評論） | 不適用         |
| 《斗篷與匕首》 |      | 1    | 89%（54篇評論） | 68（15篇評論） |
| 《斗篷與匕首》 |      | 2    | 86%（7篇評論）  | 不適用         |

## 未播出劇集

### 《新勇士》
2017年4月Freeform確定將改編《新勇士》作為該平台的第二部漫威電視劇，故事內容是關於一群青少年超級英雄的故事，相較於同平台的《斗篷與匕首》，走的是喜劇路線。漫威著名角色松鼠女將作為主角之一，第一季預計有10集，每集長度約30分鐘。2017年4月20日官方公布了包括松鼠女在內的新勇士主角陣容，團隊由松鼠女、不朽先生、夜鶇、速球、微生物、黛波麗等青少年英雄組成。第一季預計在2018年播出。2017年11月，Freeform不再持有該劇的發行權。2019年9月，漫威宣布該劇已停止開發。